# Christlicher Studenten-Weltbund
Der Christliche Studenten-Weltbund (engl. World Student Christian Federation, WSCF) wurde 1895 bei einem Treffen von Studentenvertretern aus zehn nordamerikanischen und europäischen Ländern in Vadstena, Schweden, gegründet. Zu den Gründungsmitgliedern gehörten John R. Mott (USA), J. Rutter Williamson (Großbritannien), Martin Eckhoff (Norwegen), Luther D. Wishard (USA), Johannes Siemsen (Deutschland) und Karl Fries (Schweden).
Die Organisation mit Sitz in Genf war die erste internationale Studentenvereinigung. Zusammen mit YMCA und YWCA gehört er zu den ältesten internationalen Jugendvereinigungen.

## Mitgliedschaften
Die Organisation ist Mitglied bei
- ACT Alliance[1]